# Antonio della Mola

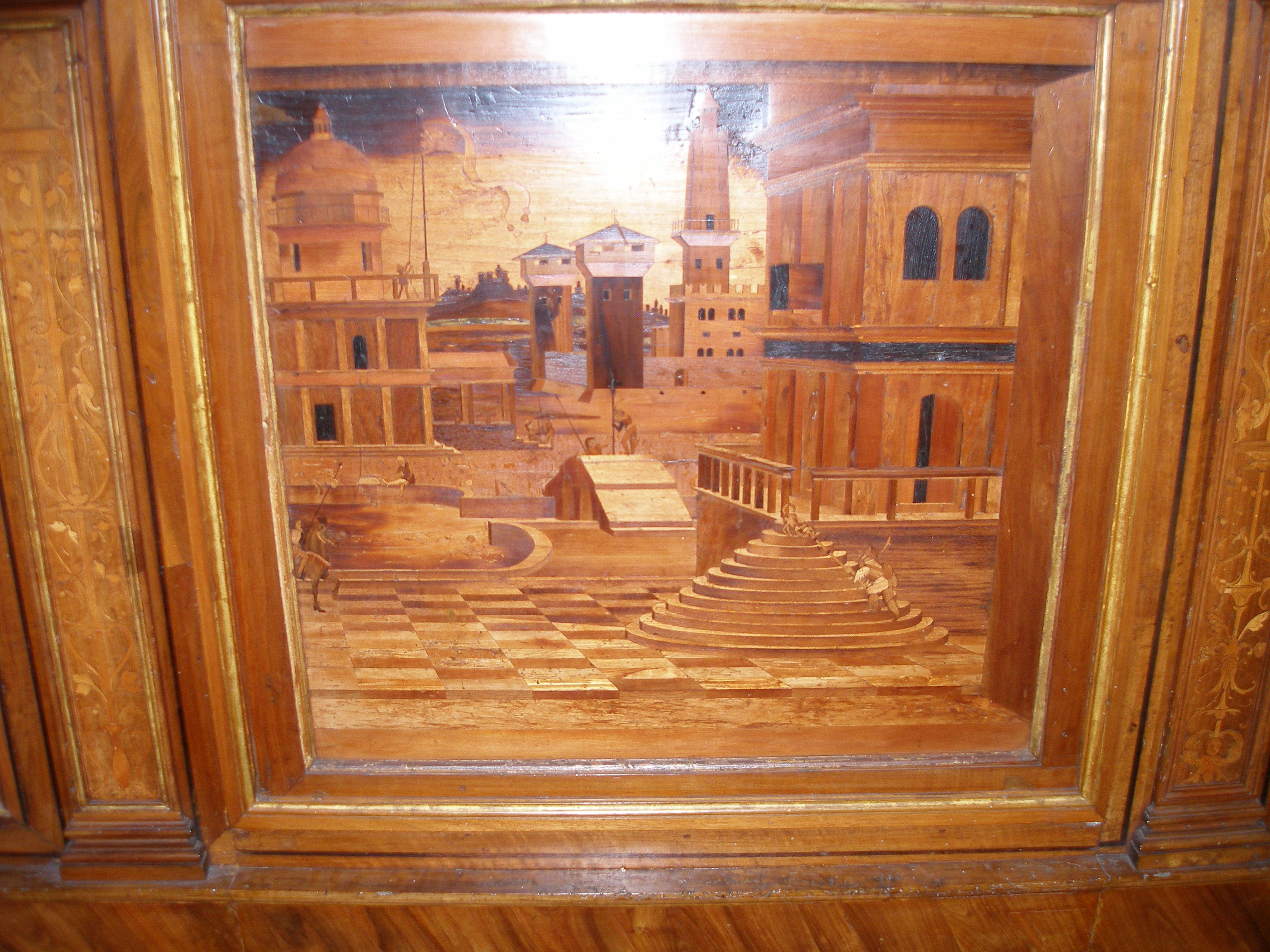
Tarsia lignea, Appartamento della Grotta di Isabella d'Este, Palazzo Ducale, Mantova

Antonio della Mola (XVI secolo – XVI secolo) è stato un intagliatore italiano, intarsiatore di legno e scultore in marmo.

## Biografia
Mantovano di origine, fu attivo assieme al fratello Paolo a Carpi, a Mantova, dove lavorò sotto la guida di Giulio Romano e a Venezia, dove crearono  tarsie per gli armadi posti nella sacrestia della Basilica di San Marco e sculture in marmo per il Palazzo Ducale.

## Opere
- Tarsie in legno, 1506[3], Appartamento della Grotta di Isabella d'Este, Palazzo Ducale, Mantova;[4]
- Pulpito in marmo della Basilica di Sant'Andrea, Mantova.[5]